# Lijst van straten in Assen
Dit is een lijst van straten in Assen en hun oorsprong/betekenis. De straten zijn gerangschikt op wijk en buurt.

## Centrum
Van oudsher liggen hier de straten vernoemd naar hun functie/richting. Ze zijn daarom vrij makkelijk te verklaren. Aan de noordkant van het centrum zijn door nieuwbouw buurten ontstaan met een thema en zijn personen vernoemd.
Binnen de singels:
- Brink
- Brinkstraat, weg naar de Brink
- Drostenlaan, oprijlaan vanaf de Zuidersingel naar het huis van de drost van Drenthe
- Gedempte Singel, gedempt deel van vroegere Noordersingel
- Jacob Cramerplein, naar Jacob Cramer (1898-1998), commissaris van de Koningin in Drenthe 1951-1964
- Kerkplein, plein voor de Jozefkerk
- Kerkstraat, weg van de Markt naar het Kerkplein
- Kleine Markstraat, verlengde van de Marktstraat richting de Brink
- Kloosterstraat, herinnert aan het oorspronkelijke klooster op deze plek
- Kruisstraat
- Markt, naar markt
- Marktstraat, weg naar de markt
- Mulderstraat, eigenaar van panden in deze straat
- Museumlaantje, laantje tussen de gedeelten van het Drents Museum
- Noordersingel, noordelijk deel van de vroegere singel, die het voormalige kloosterterrein (ruwweg het oude stadscentrum)  aan de noord-, oost- en zuidkant afsloot. De westkant werd afgesloten door de Weiersloop.
- Oostersingel, oostelijk deel van de vroegere singel, die het voormalige kloosterterrein (ruwweg het oude stadscentrum) afsloot.
- Singelpassage, vroeger overdekte weg naar de Gedempte Singel
- Torenlaan, weg richting de toren van de Abdijkerk van het oorspronkelijke klooster
- Weiersstraat, straat over de voormalige Weiersloop
- Weiersloop, voormalige beek die liep vanuit de veengebieden ten noordwesten van het centrum naar het zuiden richting Drentse Aa. Genoemd naar een visvijver (weier) die waarschijnlijk ergens links van de huidige Hema heeft gelegen.
- Weierspoort
- Zuidersingel, zuidelijk deel van de vroegere singel, die het voormalige kloosterterrein (ruwweg het oude stadscentrum) afsloot.
- 11 Decemberlaantje, naar de overval op de gevangenis om verzetsstrijders te bevrijden.

Centrum Noord + Oost (tot aan Het Kanaal/Overcingellaan)
Romeinse religiebuurt
- Apollopad, naar de Romeinse god Apollo
- Ceresplein en -straat, naar de Romeinse godin Ceres
- Mercuriusplein, naar de Romeinse god Mercurius
- Minervalaan, naar de Romeinse godin Minerva
- Neptunuspassage en -plein, naar de Romeinse God Neptunus
- Triade, verwijzing naar de godsdienstige Triade

Burgemeesters
- Burgemeester Agterstraat, naar Popke Agter, burgemeester van 1958 tot 1968
- Burgemeester de Dreuplein, naar Hugo Jozias de Dreu, burgemeester van 1949 tot 1958
- Collardslaan, naar Isaäc Collard, burgemeester in 1812 en van 1813 tot 1817

Omgeving Oude-Molenstraat werd geïnspireerd door molens
- Eekmolen
- Korenmolen
- Omloop
- Oude-Molenstraat, vroeger begin van de Molenstraat,na vervanging van de brug door een fietsbrug over het kanaal vernoemd.
- Stelling, naar de Stellingmolen
- Zaagmolen

Overig noord
- Het Kanaal, weg langs het oude Noord-Willemskanaal
- Kanaalrotonde
- Kanaalstraat, weg naar het kanaal
- Alteveerstraat
- Groningerdwarsstraat, restant van de verbinding tussen de Groningerstraat en de Molenstraat
- 't Forum, zie Forum
- Koopmansplein
- Nieuwe Huizen, naar het geld voor 'nieuwe huizen' dat koning Lodewijk Napoleon de stad schonk bij diens bezoek in 1809.
- Oudestraat, oorspronkelijk Oude Groningerstraat: weg naar Groningen, maar hernoemd toen de doorgaande route naar Groningen via de Nieuwe Huizen kwam te liggen.

Vernoemd
- Abel Tasmanplein, naar Abel Tasman, de ontdekker van Nieuw-Zeeland
- Jan Fabriciusstraat, naar Jan Fabricius, Asser dichter en schrijver, in 1946 benoemd tot ereburger
- Julianastraat (1905), naar  Koningin Juliana. Samen met de Oranjestraat aangelegd door de erven Van Lier, die daarvoor een deel van het landgoed Overcingel opofferden.
- Oranjestraat (1905), verwijzing naar het huis van Oranje-Nassau. Aan deze straat onder meer de Doopsgezinde Kerk (1909) en officiershuizen.
- Paul Krugerstraat, naar Paul Kruger
- Prins Hendrikstraat, naar Prins Hendrik
- Van Riebeeckstraat, Jan van Riebeeck stichter van Zuid-Afrikaanse kolonie (huidig Zuid-Afrika) namens de VOC
- Hendrik de Ruiterstraat, verzetsstrijder in de Tweede Wereldoorlog

Overig Oost
- Doevenkamp, plaats waar vroeger een duiventil heeft gestaan, doeven=duiven
- Javastraat
- Kloekhorststraat
- Menning
- Nijlandstraat, straat door het "nieuw land"
- Onder de Beuken, bij de nieuwbouw van het gemeentehuis vernoemd naar de beuken op het plein
- Overcingellaan, naar het landgoed Overcingel, dat buiten de singels ligt
- Poststraat, straat waar tot 2006 het postkantoor gevestigd was
- Stationsplein, plein voor het Asser station
- Stationsstraat, straat naar het station van Assen
- Veemarktterrein (geen straatnaam, maar gebiedsaanduiding), oorspronkelijke plaats van veehandel.

Oude doorgaande wegen vanuit het centrum
- Beilerstraat, oude doorgaande weg naar het zuidelijk gelegen Beilen
- Groningerstraat, oude doorgaande weg naar het noordelijk gelegen Groningen
- Rolderstraat, oude doorgaande weg naar het oostelijk gelegen Rolde
- Witterstraat, oude doorgaande weg naar het westelijk gelegen Witten

## Centrum Zuid/Asserbos
In het zuidelijke deel van het centrum vinden we als bijna vanzelfsprekend veel boomnamen, verwijzend naar het Asserbos. Verder verwijzen straten naar prinsessen, burgemeesters en dichters.
Zuiderpark
- Beilerstraat
- Bellevue
- Boschstraat, verwijst naar het Asserbos
- Burgemeester Jollesstraat, naar Maurits Aernoud Diederik Jolles van 1878 tot 1920 burgemeester van Assen
- Burgemeester Gratamastraat, naar mr. Sibrand Gratama (1784-1858), in 1812 en van 1816-1822 burgemeester van Assen, maar ook president van de rechtbank te Assen rechter en oprichter/redacteur van de Provinciale Drentsche en Asser Courant.
- Content Hofstede, naar H.M. Content Hofstede. Was van 1945 tot 1958 eerste vrouwelijke wethouder van Assen. Deed veel voor het onderwijs.
- Dr. Nassaulaan, naar Dr. Hendrik Jan Nassau, oprichter en rector van de Latijnse school
- Eschstraat, naar het gebied Houtesch aan het eind van de straat.
- Gasfabriekstraat, naar de vroegere gasfabriek.
- Gouverneur Hofstedelaan, naar mr. Petrus Hofstede.
- Gymnasiumstraat, straat die leidt naar het vroegere gymnasium.
- Hertenkamp, naar de hertenkamp aan de rand van het Asserbos
- Oosterhoutje, zijstraat van de Oosterhoutstraat
- Oosterhoutstraat, ten oosten van de Houtesch.
- Parkstraat en -plein
- Port-Natalweg, naar de instelling voor psychiatrie, die op de plek van het huidige Wilhelmina ziekenhuis heeft gestaan.
- Ulohof, plek van de vroegere Ulo
- Van der Feltzpark, naar W.A. baron van der Feltz (1824-1910), burgemeester van 1856 tot 1878.
- Zuidhaege

| Vernoemd naar bomen - Cederlaan, zie Ceder - Cypreslaan, zie Cypres - Iepenlaan, zie Iep - Juniperusplantsoen, zie Juniperus - Kastanjelaan, zie Kastanje - Meidoornlaan, zie Meidoorn - Plataanweg, zie Plataan - Sparrenlaan, zie Spar - Taxusplantsoen, zie Taxus - Vogelkerslaan, zie Vogelkers | Koninklijk Huis - Emmastraat, naar Emma - Prinses Beatrixstraat en -hof, naar Prinses Beatrix - Prins Clausplantsoen, naar Claus van Amsberg - Prinses Irenestraat, naar Prinses Irene - Prinses Margrietstraat, naar Prinses Margriet - Wilhelminastraat, naar Koningin Wilhelmina |  |

Asserbos
| - Achterpad - Bosrand - Brandlaan - Broeklaan - Eénboomslaan - Goorlaan | - Haarlaan - Hoofdlaan - Johan Hoflaan - Kazernelaan - Kerkhofslaan - Kloekslaan - Rode Heklaan | - Roldertorenlaan - Sportlaan - Tankgracht - Touwslagerslaan - Twaalfsuurlaan - Twijfelveldspad - Vleugellaan |

Westerpark
Dichters
- Aart van der Leeuwlaan, naar Aart van der Leeuw
- Adama van Scheltemalaan, naar Carel Steven Adama van Scheltema
- Anton van Duinkerkenlaan, naar Anton van Duinkerken
- Arthur van Schendellaan, naar Arthur van Schendel
- Boutenslaan, naar Pieter Cornelis Boutens
- Da Costalaan, naar Isaac da Costa
- Henriëtte Roland Holstlaan, naar Henriette Roland Holst
- Nicolaas Beetslaan, naar Nicolaas Beets
- Kortbossen
- Stadsbroek: rand van de stad
- Westerbrink, gecreëerd bij het nieuwe provinciehuis, om aan te duiden dat deze altijd aan de Brink stond
- Westerlaan

## Lariks/Noorderpark
De wijk Lariks dankt zijn naam aan het landgoed De Lariks. De straten in Lariks zijn genoemd naar beken en stromen in Nederland. In Noorderpark zijn de straten vernoemd naar bekende componisten, politici, dichters, dominees, schrijvers en Nobelprijswinnaars. Een deel van Noorderpark is genoemd naar havezaten in Drenthe en oude Drentse provinciedelen en termen.
Lariks
| - Aar - Beek - Bitse - Delft - De Lariks - Eem - Ellen - Epe - Gouwe | - Grift, deel van Valleikanaal - Holthe - Hunze - Laak - Langedijk - Larikspad - Leie | - Reest - Riete - Runde - Slinge - Stroom - Vaart N.Z./Z.Z. - Zwin |

Componistenbuurt
| - Bachstraat, naar Bach - Beethovenplaats, naar Beethoven - Brahmsstraat, naar Johannes Brahms - Chopinlaan, naar Frédéric Chopin - Diepenbrocklaan, naar Diepenbrock - Händelplaats, naar Händel - Haydnplaats, naar Joseph Haydn - Lisztlaan, naar Liszt - Mahlerplaats, naar Mahler | - Mozartplaats, naarWolfgang Amadeus Mozart - Noorderstaete - Obrechtlaan, naar Obrecht - Paganinilaan, naar Paganini - Peter van Anrooystraat en -pad, naar van Anrooij - Pijperstraat, naar Pijper - Rossinilaan, naar Rossini - Smetanalaan, naar Smetana | - Sweelinckplein, naar Sweelinck - Verdistraat, naar Giuseppe Verdi - Wagnerlaan, naar Wagner - Schubertlaan, naar Schubert - Vivaldilaan, naar Vivaldi - Mendelssohnlaan, naar Mendelssohn - Debussylaan, naar Debussy - Ravellaan, naar Maurice Ravel - Oranjebond, naar Oranjebond van Orde |

| Staatslieden/politici - Dr. A. Kuyperstraat, zie Kuyper - Dr. Schaepmanstraat, zie Schaepman - Dreesstraat, zie Drees - Ir. J.W. Albardastraat, zie Albarda - Jhr. Mr. A.F. de Savornin Lohmanstraat, zie De Savornin Lohman - J.H.A. Schaperstraat, zie Schaper - Mr. Groen van Prinstererlaan Groen van Prinsterer - Dr. H. Colijnstraat, zie Colijn - Mr. P.J. Troelstralaan, zie Troelstra - Mr. S. van Houtenstraat, zie van Houten - Cort van der Lindenstraat, zie Cort van der Linden - Gerbrandystraat, zie Gerbrandy - Heemskerkstraat - Oldenhofstraat - Talmastraat, zie Talma - Thorbeckelaan, zie Thorbecke - Treubstraat, zie Treub - Van Hogendorpstraat, zie van Hogendorp | Nobelprijswinnaars - Curiestraat, zie P.Curie en M. Curie - Einsteinlaan, zie Einstein - Einthovenstraat, zie Einthoven - Eijkmanstraat, zie Eijkman - Dunantstraat, zie Dunant - Heymansstraat, zie Heymans - Kamerlingh Onneslaan, zie Kamerlingh Onnes - Kochstraat, zie Koch - Lorentzstraat, zie Lorentz - Marconistraat, zie Guglielmo Marconi - Nansenstraat, zie Nansen - Nobellaan en -rotonde, zie Nobel - Röntgenstraat, zie Röntgen - Schweitzerstraat, zie Schweitzer - Selma Lagerlöflaan, zie Lagerlöf - Van der Waalspad, zie van der Waals - Van 't Hoffpad, zie Van 't Hoff - Van Heuven Goedhartlaan, zie Van Heuven Goedhart - Zeemanstraat, zie Zeeman - Zernikestraat, zie Zernike | Dichtershof - Anne de Vriesstraat, zie de Vries - Bilderdijkplantsoen, zie Bilderdijk - Huygensstraat, zie Huygens - Jacob Catslaan, zie Cats - Vondellaan, zie Vondel - De Gaarde Schrijvers/dominees - Benthem Reddingiusstraat - Harm Boomstraat, zie Boom - Jan Naardingstraat, zie Naarding - Lesturgeonstraat, zie Lesturgeon - Linthorst Homanstraat, zie Linthorst Homan - Menso Altingstraat, zie Menso Alting - Van der Scheerstraat, zie van der Scheer - Pareaustraat, zie Pareau - Picardtstraat, zie Picardt Groninger verzetsstrijders Verwijzend naar het Gronings ontzet - Rabenhauptstraat, zie Rabenhaupt - Rudolf van Coevordenstraat, zie Van Coevorden - Van Swinderenhof, zie Van Swinderen |

Historisch Drenthe
| Drents recht - Dingspelstraat, zie Dingspel - Etstoelstraat, zie Etstoel - Kerspellaan, zie Kerspel - Landschapstraat, zie Landschap Drenthe - Lottingstraat, zitting van de rechtbank - Prooststraat, zie Proost - Rochtplein, lagere rechtspraak binnen kerspel - Schultestraat - Noordenveld, zie Noordenveld - Oostermoer, zie Oostermoer - Zuidenveld, dingspel, zie Zuidenveld | Havezaten - Batingestraat, zie Batinge - Dunningestraat - De Havixhorststraat, kasteeltje in Zuid-Drenthe - De Klenckestraat, zie De Klencke - Echtenstraat, zie Echten - Entingestraat, zie Entinge - Laarwoudstraat, zie Laarwoud - Mensingestraat, zie Mensinge - Oldegaardestraat, zie Oldengaarde - Oosterbroekstraat - Rhebruggenstraat - Vennebroekstraat, zie Vennebroek - Vledderinge, zie Vledderinge - Westrupstraat, zie Westrup Overig - Hunebedstraat, zie Hunebed - Tumulusstraat, grafheuvel, zie Tumulus | Stadhouders - Stadhouderslaan, naar de Stadhouder - Ernst Casimirstraat, zie Ernst Casimir - Mauritsstraat, zie Maurits van Oranje - Willem Lodewijkstraat, zie Willem Lodewijk van Nassau Overig - Prins Bernhardstraat, zie Prins Bernhard - Prins Willemstraat, zie Prins Willem - Maria in Campislaan, naar het klooster Maria in Campis - Molenstraat, verlengde van de Oude Molenstraat, naar de betreffende molen - Sluisstraat, naar de sluis van het Kanaal - Venestraat, weg richting het veen - Zwartwatersweg |

## Assen-Oost
In Assen-Oost zijn de straten vernoemd naar bloemen en vogels. Aan de rand van Assen-Oost ligt een buurt met namen van oude Grieken. Een nieuwe wijk binnen Assen-Oost is het Palet, met namen van schilders.
| Bloemenbuurt Bloemen - Anemoonstraat zie Anemoon - Begoniastraat, zie Begonia - Bremstraat, zie Brem - Brunelstraat, zie Brunel - Dahliastraat, zie Dahlia - Dotterbloemstraat, zie Dotterbloem - Ereprijsstraat, zie Ereprijs - Gentiaanstraat, zie Gentiaan - Geraniumstraat, zie Geranium - Helmkruidstraat, zie Helmkruid - Hertshooistraat, zie Hertshooi - Hortensiastraat, zie Hortensia - Klaproosstraat, zie Klaproos - Klaverstraat, zie Klaver - Leliestraat, zie Lelie - Lisdoddestraat, zie Lisdodde - Madeliefstraat, zie Madeliefje - Narcisstraat, zie Narcis - Oosterparallelweg, weg ten oosten van het spoor - Pinksterbloemstraat - Pijlkruidstraat, zie Pijlkruid - Resedastraat, zie Reseda - Rodeweg - Rozenpad, zie Rozen - Sleutelbloemstraat, zie Sleutelbloem - Speenkruidstraat, zie Speenkruid - Tuinstraat, zie Tuin - Tulpenstraat, zie Tulp - Violenstraat, zie Viooltje - Zevensterstraat, zie Zevenster - Zilverschoonstraat, zie Zilverschoon - Zonnedauwstraat, zie Zonnedauw - Lodewijk Napoleonplein, als eerbetoon aan de schenker van stadsrechten, zie Lodewijk Napoleon Bomen - Berkenstraat zie Berk - Dennenweg, zie Pinus - Lindelaan, zie Linde (geslacht) - Populierstraat, zie Populier Overig - Burgemeester Bothenius Lohmanweg, naar Johan Bothenius Lohman - Teenslaan | Het Palet/Villabuurt - Amelterhout - Dozystraat - E.B. von Dülmen Krumpelmannlaan - Frans Halslaan - George Kiersstraat - Gerard Doustraat - Henriëtte Ronnerstraat - Herman Broodstraat - Het Palet - Houtlaan - Jan van Ravenswaaystraat - Jozef Israëlsweg - Lonerstraat - Marisstraat - Mesdagstraat - Mondriaanstraat - Paulus Potterstraat - Rembrandtlaan - Roessinghstraat - Ruysdaelstraat - Tooropstraat - Tweesporenweg - Van Drielstraat - Van Goghstraat - Van Ostadestraat - Vreebergen - Wethouder Buningstraat | Vogelbuurt - Adelaarsweg, zie Arend (roofvogel) - Buizerdstraat, zie Buizerd - Eiberstraat, zie Eiber - Flamingolaan, zie Flamingo - Havikstraat, zie Havik - Koekoekstraat, zie Koekkoek - Mezenlaan, zie Mees - Oosterpark - Pelikaanstraat, zie Pelikanen - Reigerstraat, zie Reiger - Roerdompstraat, zie Roerdomp - Sperwerstraat, zie Sperwer - Steendijk, oudste bestrate weg naar Rolde - Tuinfluiter, zie Tuinfluiter - Valkenstraat, zie Valk - Wouwstraat, zie Wouw - Zwanenstraat, zie Zwanen Sluisdennen - Herodotuslaan, zie Herodotus - Homeruslaan, zie Homerus - Pericleslaan, zie Pericles - Platolaan, zie Plato - Socrateslaan, zie Socrates Anreep / Schieven - Amelte - Anreep - Anreperstraat - Diepstroeten - Ekehaar(niet binnen de gemeente Assen) - Kerkpad - Oude Trambaan - Schieven |

## Baggelhuizen
In Baggelhuizen zijn de straten vernoemd naar streken binnen Nederland. Ook de straten in het dorp Witten staan hier vermeld.
| Baggelhuizen - Betuwe - De Wouden - Fivelingostraat, zie Fivelingo - Graafschap - 't Roege Pad - Het Sticht - Hunsingostraat, zie Hunsingo - Oldambtstraat, Oldambt - Oostergoo, Zie Oostergo - Salland - Twenthe - Veenkampen, weg tussen de velden naar het veen - Westergoo, zie Westergo - Westerwoldestraat, zie Westerwolde | Kortbossen Vernoemd naar waterrijke gebieden - Boskamp, velden bij het Asserbos - De Vallei - Delfland - Eemland - Gooiland - Kennemerland - Schieland | Witten - De Haar - Kloosterdijk - Paaskamp - Witterbroek - Wittergoorn - Witterhaar - Witterhoofdweg - Witterzomer |

## Pittelo
In Pittelo zijn alle straten vernoemd naar rivieren in binnen- en buitenland
| - Amstelstraat, zie Amstel - Diezestraat, zie Dieze - Dommelstraat, zie Dommel - Donaustraat, zie Donau - Donstraat, zie Don - Elbestraat, zie Elbe - Geulstraat, zie Geul - Groene Dijk Z.Z. - IJselstraat, zie IJssel - Lekstraat, zie Lek - Lingestraat, zie Linge - Lippepad, zie Lippe | - Loire, zie Loire - Maasstraat, zie Maas - Mainstraat, zie Main - Marnepad, zie Marne - Merwedestraat, zie Merwede - Moezelstraat, zie Moezel - Neckarstraat, zie Neckar - Oderstraat, zie Oder - Reggestraat, zie Regge - Rhônepad, zie Rhône - Rijnstraat, zie Rijn | - Roerpad, zie Roer - Sambrestraat, zie Samber (Sambre) - Scheldestraat, zie Schelde - Seinepad, zie Seine - Vechtstraat, zie Vecht - Weserstraat, zie Wezer - Weteringstraat, zie Wetering - Wethouder Bergerweg - Wolgastraat, zie Wolga - Zaanstraat, zie Zaan |

## Peelo
In Peelo hebben de straten vrijwel allemaal betrekking op landbouw/veldtermen. Dit met oog op het oude dorp Peelo dat eeuwenlang een zelfstandig dorp was. De wijk Peelo is gebouwd op de es van het voormalige dorp Peelo. Het dorp lag ongeveer op de plek van de huidige wijk Marsdijk.
| de Stukken - Hofstukken - Iemstukken - Nijstukken | de Es - Binnenes - Buitenes - Noorderes - Woerdes - Zuringes | de Wallen - Dobbenwal - Ekkelwal - Schanswal - Vleerwal |

| de Landen - Dillanden - Dreslanden - Geerlanden - Gravenlanden - Hamerslanden - Heklanden - Hietlanden - Kiellanden - Riklanden - Spiekerlanden - Telglanden - Tiendlanden - Tiplanden - Vreelanden | de Kampen - Brummelkampen - Groenkampen - Knollenkampen - Tichelkampen - Varenkampen de Akkers - Koldakker - Ruiterakker - Walakker - Wendakker - Winkelakker | het Veld - Biezenveld - Boekweitveld - Heideveld - Klaverveld - Leemveld - Rietveld - Vlasveld het Veen - Beuzeveen - Wolvenveen |

 Overig 
| Fietspaden - Boeremientpad - Kleine Espad - Klinkespad - Peeloërespad - Stobakkerpad - Strengenpad - Torenespad - Veenbiezenpad - Vleerpad | Doorgaande wegen - Esakkerweg - Scharmbarg - Veenwalweg |

## Marsdijk
In Marsdijk heeft iedere buurt zijn eigen thema. De meeste buurten verwijzen naar het boerenleven, de boerderij, de omgeving, termen en dergelijke. Van oorsprong was dit een onderdeel van het dorp Peelo.
| de Hof Oude Drentse boerenerven - Derkingehof - Huisingehof - Huningahof - Kymmelhof - Lantingehof - Manningahof - Onstahof - Steeginghof - Tesingehof - Tymanshof | de Heugte Boerderijtermen - Baanderheugte - Beunheugte - Brikheugte - Deelheugte - Dusselheugte - Heugtepad - Hildeheugte - Kaarnheugte - Kiepheugte - Welheugte - Wiemelheugte - Zichtheugte | de Bree Landerijtermen - Achterstebree - Blikbree - Buitenbree - Dwarsbree - Hoekbree - Hoogbree - Kleinebree - Kortbree - Langbree - Middenbree - Tussenbree - Voorstebree |

| de Dreef Oude Drentse termen - Boerhoorndreef - Markedreef - Naoberdreef - Vlintdreef - Volmachtendreef de Goorn Oude maten (oppervlakte, inhoud, gewicht) - Boergoorn - Meentgoorn - Muddegoorn - Roegoorn - Schatgoorn - Schepelgoorn - Smalgoorn - Spintgoorn | de Beemd Grassoorten - Beemdpad, beemd=grasland in een beekdal - Grasbeemd, zie Gras - Hooibeemd, zie Hooi - Mosbeemd, zie Mos - Ruskenbeemd, zie Rusken - Weidebeemd, zie Weide - Wilgenbeemd, zie Wilgen de Hullen Graansoorten - Gersthullen, zie Gerst - Haverhullen, zie Haver - Hophullen, zie Hop - Roggehullen, zie Rogge - Tarwehullen, zie Tarwe | de Slagen Bosdieren - Dassenslag, zie Das - Eekhoornslag, zie Eekhoorn - Egelslag, zie Egel - Hermelijnslag, zie Hermelijn - Marterslag, zie Marter - Vossenslag, zie Vos de Hamel Grondsoorten - Beekeerdhamel - Enkeerdhamel - Kleihamel, zie Klei - Leemhamel, zie Leem - Podzolhamel, zie Podzol - Veenhamel, zie Veen - Zandhamel, zie Zand |

| het Stoep Edelstenen - Agaatstoep, zie Agaat - Amarilstoep, zie Amaril - Binnenstoep - Briljantstoep en -pad, zie Briljant - Diamantstoep,zie Diamant - Jadestoep, zie Jade - Juweelstoep, zie Juweel - Koraalstoep, zie Koraal - Kornalijnstoep, zie Kornalijn - Kristalstoep, zie Kristal - Opaalstoep, zie Opaal - Overstoep - Parelstoep, zie Parel - Robijnstoep, zie Robijn - Saffierstoep, zie Saffier - Smaragdstoep, zie Smaragd - Stoepveldsingel | de Kleuven Insecten - Hommelkleuven, zie Hommels - Keverkleuven, zie Kevers - Krekelkleuven, zie Krekels - Libelkleuven, zie Libellen - Vlinderkleuven, zie Vlinders de Messchen - Boeimesschen, zie Boei - Steigermesschen, zie Steiger (haven) Watervogels - Alkmesschen zie Alk - Eendmesschen, zie eend - Fuutmesschen, zie Fuut - Gansmesschen, zie Gans - Meerkoetmesschen, zie Meerkoet - Meeuwmesschen, zie Meeuw - Smientmesschen, zie Smient - Snipmesschen, zie Snip - Sternmesschen, zie Stern - Wulpmesschen, zie Wulp | Doorgaande wegen en parken - Alexander Dubcekweg, zie Dubček - Anne Frankpark, zie Anne Frank (centraal park) - Andrej Sacharovweg, zie Sacharov - Dr. J.M. den Uylplantsoen, zie Joop den Uyl - Hannie Schaftweg, zie Schaft - Jan Palachweg, zie Jan Palach - Kleuvenstee (buurtcentrum) - Martin Luther Kingweg, zie Luther King - Mahatma Gandhiweg, zie Mahatma Gandhi |

## Kloosterveen
Ook in Kloosterveen, de nieuwste wijk van Assen, heeft elke buurt zijn thema.
| Planetenbuurt Planeten - Jupiterstraat, zie Jupiter - Marsstraat, zie Mars - Planetenlaan, zie Planeet - Plutostraat, zie Pluto - Saturnusstraat, zie Saturnus - Uranusstraat, zie Uranus - Venuskade, zie Venus Sterrenbeeldbuurt Sterrenbeelden - Aquarius, Waterman - Geminisingel, Tweelingen - Libra - Taurus, Stier (sterrenbeeld) - Virgo Kloostertuinen Kruiden - Dilletuin, zie Dille - Kamilletuin, zie Kamille - Laurierstraat en -park, zie Laurier - Rozemarijntuin, zie Rozemarijn - Tijmstraat en -park,zie Tijm | Kloosterhage Struiken - Berberishage, zie Berberis - Buxushage, zie Buxus - Hulsthage, zie Hulst (plant) - Ligusterhage, zie Liguster - Oleanderhage, zie Oleander - Prunushage, zie Prunus - Ribeshage, zie Ribesfamilie Kloosterhaven Boten - Aak - Boeier - Snikke - Tjalk Kloosterkade Vissen - Blauwbandkade, zie Blauwband - Brasemstraat, zie Brasem - Meerval - Steurstraat, zie Steur - Winde,zie Winde (vis) - Zalmstraat, zie Zalm (dier) - Zeeltstraat, zie Zeelt | Kloosterlanen Wilde dieren - Elandlaan, zie Eland - Everlaan, zie Ever - Gazellenlaan, zie Gazelle - Hertenlaan, zie Hert - Hindenlaan, zie Hinde - Vossenlaan, zie Vos - Wolvenlaan, zie Wolf Kloosterhoven Fruit - Aardbeihof, zie Aardbei - Abrikoospad, zie Abrikoos - Amandelpad, zie Amandel (noot) - Appelhof, zie Appel - Frambozenhof, zie Framboos - Hazelaarhof,zie Hazelaar - Kersenhof, zie Kers - Moerbeistraat, zie Moerbei - Papayapad, zie Papaya - Perenstraat, zie Peer - Perzikstraat, zie Perzik |

| Kloostergaarde Appels - De Boomgaard - Delbar - Elstar - Gloster - Goudreinet - Jonagold - Karmijn Kloosterstede Alle namen met "stede" - 't Stede - Op Stee - Stedegroen - Stedehof - Stedelaan - Stedepark - Stedesingel - Stedewaarts - Stedewater | Kloosterhout Soorten hout - Abeelhout - Afzeliahout - Ahornhout - Balsahout - Ebbenhout - Esdoornhout - Grote Hout - Kambalahout - Kleine Hout - Kloosterhout - Korte Hout - Lange Hout - Sandelhout - Tamarindehout Kloosterbos Alles uit het bos De bouw van woningen (projectmatig en particuliere ontwikkeling) is vrijwel afgerond. - Bosanemoon - Bosbes - Bosbraam - Bosgras - Boslelie - Bosmos - Bosnoot - Bosrank - Bosroos - Bostulp - Bosvaren - Bosviool - Boszegge | Kloosterveste Centrum van Kloosterveen (Winkel-)centrum en binnenste ring zijn bebouwd; de plannen voor de buitenste ring staan in de koelkast, maar de straten zijn wel gepland: - Kloostersingel - Kloosterweg - Leergang - Rondgang - Schoolstraat - Terreplein - Traverse - Vesteplein - Vestesingel - Gildestraat - Noorderplantsoen - Noorderpoort - Oosterwal - Oostergracht - Westerwal - Zuiderkade - Zuidergracht - Zuiderpoort |

Overig
De doorgaande wegen zijn genoemd naar bekende vrouwen.
- Aletta Jacobsweg en -rotonde, zie Aletta Jacobs
- Asserwijk
- Caro van Eyckweg en -rotonde, zie van Eyck
- Carry van Bruggenweg, zie van Bruggen
- Groene Dijk N.Z.
- Hildegard van Bingenweg en -rotonde, zie van Bingen
- Maria Montessoriweg, zie Montessori
- Professor Prakkeweg
- Rosa Spierweg, zie Spier
- Wijkbaan

Fietspaden
- Kruidenpad (Kloosterhoven)
- Praam (Kloosterhaven)

## Industrieterreinen
| Havenkade/Industrieterrein Vernoemd naar namen uit de industrie - A.H.G. Fokkerstraat en Fokkerrotonde - Blijdensteinstraat - C.T.Storkweg - Claes van Gorcumstraat - Dr. A.F. Philipsweg - Havenkade - Industrieweg - Jan Bommerstraat - J.C. van Markenstraat, zie Jacques van Marken - Kanaaldijk - Plesmanstraat - Ten Catestraat - Van Doornestraat - Van Heekstraat - Van Hobokenstraat - Van Vlissingenstraat - W.A. Scholtenstraat - Wenkebachstraat - Wiltonstraat - Winkler Prinsstraat | Ketellapper/Borgstee Naar oude ambachten - Bezembinderstraat, zie Bezembinder - Blokmakerstraat, zie Blokmaker - Borgstee - Ketellapperstraat, zie Ketellapper - Klompmakerstraat, zie Klompmaker - Koperslagerstraat, zie Koperslager - Mastmakerstraat, zie Mastmaker - Nijverheidsweg - Pottenbakkerstraat, zie Pottenbakker - Steenhouwerstraat, zie Steenhouwer - Stelmakerstraat, zie Stelmaker - Wagenmakerstraat, zie Wagenmaker - Weverstraat, zie Wever - Zadelmakerstraat, zie Zadelmaker - Zeilmakerstraat, zie Zeilmaker Peelerpark Werelddelen (de Europaweg is een gedeeltelijke ringweg van Assen) - Afrikaweg, zie Afrika - Amerikaweg, zie Amerika - Australiëweg, zie Australië - Aziëweg, zie Azië | Messchenveld Europese landen, steden en veldnamen - Athenestraat, zie Athene - Duitslandlaan, zie Duitsland - Engelandlaan, zie Engeland - Frankrijklaan en -rotonde, zie Frankrijk - Griekenlandlaan, zie Griekenland - Het Grote Veld - Hof van Berlijn, zie Berlijn - Hof van Parijs, zie Parijs - Italiëlaan, zie Italië - Het Kleuvenveld - Madridstraat, zie Madrid - Portugallaan, zie Portugal - Romestraat, zie Rome - Spanjelaan, zie Spanje - Zwedenlaan, zie Zweden Graswijk/de Maten - Graswijk - Korenmaat - Mandemaat - Schepersmaat |

Kloosterveen (tussengebied)
Dit gebied ligt bij de snelwegafslag Assen-Centrum, tussen Baggelhuizen en Kloosterveen. Het is een soort tussengebied.
- Balkengracht
- Balkenweg
- Lauwers, bij Baggelhuizen, zie Lauwers
- Oude-Hoofdvaartsweg
- Transportweg
- Zendmastweg, naar de zendmast die hier staat
- Zoom